# 227-я стрелковая дивизия (1-го формирования)
227-я стрелковая дивизия (1-го формирования) — воинское соединение Вооружённых Сил СССР до и во время Великой Отечественной войны.

## История формирования
Дивизия была сформирована в марте 1941 года в Харьковском военном округе.
В июне 1941 года дивизия находилась в Харьковском военном округе. В июле 1941 года вошла в состав 26-й армии.
Дивизия прибыла на фронт 23 июля 1941 года и начала свой боевой путь в районе Тараща — Медвин. До начала августа 1941 года дивизия вела боевые действия в районе села Таганча (севернее города Корсунь-Шевченковский) на Каневском плацдарме. 15 августа было принято решение оставить этот плацдарм и отвести части 26-й армии армии за Днепр. 3 сентября дивизия была погружена в эшелоны и отправлена в район Конотопа в резерв фронта.  Затем дивизия обороняла Конотоп, понеся при этом большие потери — на 13 сентября она насчитывала не более 1650 человек и 23 орудия. 15 сентября, когда вражеское кольцо вокруг основных сил Юго-Западного фронта замкнулось, дивизия оказалась на внешнем фронте окружения в составе 40-й армии. 8 октября 1941 года части этой армии отошли на рубеж Суджа — Замостье — Махновка.
В начале января 1942 года дивизия принимала участие в наступлении на Обоянь в составе 21-й армии, а в середине февраля 1942 года вошла в состав 38-й армии и заняла рубеж обороны в районе Харькова. Затем дивизия вновь вошла в состав 21-й армии.
13 июля 1942 года дивизия была расформирована как погибшая в Харьковском «котле».

## Состав
- 777-й стрелковый полк;
- 789-й стрелковый полк (командир — полковник Музагиг Хайрутдинов);
- 794-й стрелковый полк;
- 678 лёгкий артиллерийский полк (4 октября 1941 года обращён на укомплектование 711-го артиллерийского полка);
- 711 гаубичный артиллерийский полк (до 4 октября 1941 года);
- 711 артиллерийский полк (с 4 октября 1941 года);
- 72 отдельный истребительно-противотанковый дивизион;
- 410 зенитная артиллерийская батарея (235 отдельный зенитный артиллерийский дивизион);
- 536 миномётный дивизион (с 20 ноября 1941 года);
- 305 разведывательный батальон;
- 395 сапёрный батальон;
- 604 отдельный батальон связи;
- 371 медико-санитарный батальон;
- 325 отдельная рота химзащиты;
- 699 автотранспортная рота;
- 356 полевая хлебопекарня;
- 53 дивизионный ветеринарный лазарет;
- 656 полевая почтовая станция;
- 581 полевая касса Госбанка[5].

## Командование
- Мальцев, Фёдор Васильевич (1 марта — 1 июля 1941), полковник, пропал без вести;
- Макарчук, Ефрем Федосеевич (2 июля — 1 октября 1941), полковник;
- Тер-Гаспарян, Геворк Андреевич (2 октября 1941 — 13 июля 1942), полковник[6].

## Боевой путь
227-я стрелковая дивизия при вхождении в состав 26-й армии на 20 июля 1941 года имела в своем составе:
- человек личного состава — 14 723;
- 45-мм орудий — 53;
- 76-мм орудий — 34;
- 122-мм орудий — 12;
- миномётов — 113;
- станковых пулемётов — 108;
- ручных пулемётов — 227;
- винтовок — 8856.

### Потери личного состава и материальной части
25 июля 1941 года:
- человек личного состава — 7020;
- 45-мм орудий — 45;
- 76-мм орудий — 27;
- 122-мм орудий — 7;
- миномётов — 112;
- станковых пулемётов — 90;
- ручных пулемётов — 197;
- винтовок — 3000.

30-31 июля 1941 года:
- человек личного состава — 2536;
- станковых пулемётов — 9;
- ручных пулемётов — 11;
- винтовок — 1287.

Итого потерь:
- человек личного состава — 9556;
- 45-мм орудий — 45;
- 76-мм орудий — 27;
- 122-мм орудий — 7;
- миномётов — 112;
- станковых пулемётов — 99;
- ручных пулемётов — 208;
- винтовок — 4287;

### Оставалось в дивизии на 1 августа 1941 г.
- человек личного состава — 5167;
- 45-мм орудий — 8;
- 76-мм орудий — 7;
- 122-мм орудий — 5;
- миномётов — 1;
- станковых пулемётов — 9;
- ручных пулемётов — 19;
- винтовок — 4578.

### Оставалось в дивизии на 1 ноября 1941 г.
- 4154 чел. личного состава;
- 3995 винтовок;
- 6 станковых пулемётов;
- 13 ручных пулемётов;
- 3 миномёта;
- 18 полковых орудий.[8]

### На оборонительном рубеже
Из приказа начальника тыла 26-й армии № 09 от 28 августа 1941 года об эшелонировании войскового тыла в обороне:

Для обеспечения частей боеприпасами, горючим и прочим имуществом устанавливается нижеследующее базирование:

а) по боеприпасам:

… 227, 199, 41-я стрелковые дивизии и 6-й стрелковый корпус — станция снабжения
Драбово-Барятинская, головной артиллерийский склад № 1422…

б) по горюче-смазочным материалам:

… 227, 199, 41-я стрелковые дивизии и 6-й стрелковый корпус — станция снабжения
Драбово-Барятинская — нефтебаза, станция Пальмира — отделение головного склада горюче-смазочных материалов № 1063 и станция Золотоноша — нефтебаза…

Начальнику артиллерийского снабжения армии подавать летучки с боеприпасами для 5-го стрелкового корпуса на Золотоноша, для 227, 41 и 199-й стрелковых дивизий — станция
Гладковщина. …— Сборник боевых документов Великой Отечественной войны. Выпуск 22. (приводится по: Генеральный Штаб. Военно-научное управление Сборник боевых документов Великой Отечественной войны. — Москва: Воениздат, 1954. — Т. 22.)

## Герои Советского Союза
- Меликян, Хачатур Беглярович, лейтенант, командир батальона 77-го стрелкового полка.